# Jakob Ellemann-Jensen
Jakob Ellemann-Jensen (Hørsholm, 25 settembre 1973) è un politico danese, leader del partito Venstre dal 2019. Eletto come membro del Folketing alle elezioni del 2011, ha ricoperto la carica di ministro dell'Ambiente 
dal 2 maggio 2018 al 27 giugno 2019 durante il governo di Lars Løkke Rasmussen.